# I've Just Seen a Face
"I've Just Seen a Face" is een liedje van The Beatles. Het nummer is te vinden op hun Engelse album Help! uit 1965 en was tevens de lead-off-track op de Amerikaanse versie van hun album Rubber Soul uit datzelfde jaar.
Het lied is geschreven door Paul McCartney. Voordat het nummer uitkwam, was de werktitel Aunty Gin's Theme, naar de jongste zus van zijn vader, aangezien ze McCartneys favoriete tante was.
"I've Just Seen a Face" is een van de weinige gitaarliedjes van The Beatles zonder een baslijn (evenals Blackbird).
De versie die te vinden is op Help! is opgenomen op 14 juni 1965 in de Abbey Road Studios in Londen, in zes takes. In dezelfde sessie is ook Yesterday opgenomen.

## Credits
- Paul McCartney – zang, akoestische gitaar
- John Lennon – akoestische gitaar
- George Harrison – twaalfsnarige akoestische gitaar
- Ringo Starr – brushed snare, maraca

## McCartneys live versies
Paul McCartney speelt "I've Just Seen a Face" nog steeds bij zijn solo-optredens. Het was een van de vijf Beatlesnummers die hij speelde tijdens zijn "Wings over America tour" in 1976. Live versies van het nummer verschenen op de albums Wings over America (1967), Unplugged (The official bootleg) (1991) en op de dvd Live in Red Square (2005).

## Covers
- "I've Just Seen a Face" is gecoverd door The Bodeans, The Paperboys, The dillards, Arlo Guthrie en Warren Zevon, Holly Cole, The Living End, Kenny Rankin, Eddie Vedder, The String Cheese Incident, Lucy Kaplansky, Gray Matter, John Pizzarelli, Thrice, Richie Sambora, Brandi Carlile en Tyler Hilton.
- Travis heeft een gedeelte van "Had it had been another day.." gebruikt in "All I want to do is Rock".
- Het lied is gezongen door acteur Jim Sturgess in de film "Across the universe", een filmmusical gebaseerd op Beatlesliedjes.
- The view heeft het nummer opgenomen als de B-kant van hun album "Skag Trendy/The Don".
- Brennan Gilmore nam een versnelde akoestische versie van het nummer op in 2001 met zijn band Walkers Run.
- Beck Hansen heeft een parodie op het nummer gemaakt genaamd "I've just seen a Face Lift."
- American Idol finalist Carmen Rasmusen maakte een countryversie van het liedje.
- Van het nummer verscheen in 1966 een demosingle van The Cats